# Centimeter
| Grotere/kleinere eenheden | Grotere/kleinere eenheden | Grotere/kleinere eenheden |
| factor                    | naam                      | symbool                   |
| ------------------------- | ------------------------- | ------------------------- |
| 10−15                     | femtometer of fermi       | fm                        |
| 10−12                     | picometer                 | pm                        |
| 10−10                     | ångström                  | Å                         |
| 10−9                      | nanometer                 | nm                        |
| 10−6                      | micrometer of micron      | µm                        |
| 10−3                      | millimeter                | mm                        |
| 10−2                      | centimeter                | cm                        |
| 10−1                      | decimeter                 | dm                        |
| 1                         | meter                     | m                         |
| 101                       | decameter                 | dam                       |
| 102                       | hectometer                | hm                        |
| 103                       | kilometer                 | km                        |
| 106                       | megameter                 | Mm                        |
| 109                       | gigameter                 | Gm                        |
| 1012                      | terameter                 | Tm                        |

Een centimeter (cm) is een lengte van 0,01 meter = 10 mm.
Centi komt van het Latijnse woord 'centum', honderd.
De centimeter is de gebruikelijke eenheid voor metingen in huiselijke omstandigheden, bijvoorbeeld lichaamslengte, afmetingen van meubels, kleding enzovoort. In technische tekeningen wordt liever de millimeter gebruikt.

## Condensator
Vroeger werd de capaciteit van condensatoren wel in centimeters uitgedrukt; 1 cm ≈ 1,11 pF.

## Meetlint
Een oprolbaar meetlint wordt ook wel een centimeter genoemd. Dat is vergelijkbaar met de micrometer, die zowel een lengte-eenheid als een meetinstrument is, hoewel dit meetinstrument niet zo nauwkeurig is als de naam doet vermoeden.